# ジャン・ソレル
ジャン・ソレル（Jean Sorel、1934年9月25日 - ）は、フランスの俳優。主に同国やイタリアなどヨーロッパで活動しているが、ハリウッド映画にも出演している。

## 略歴

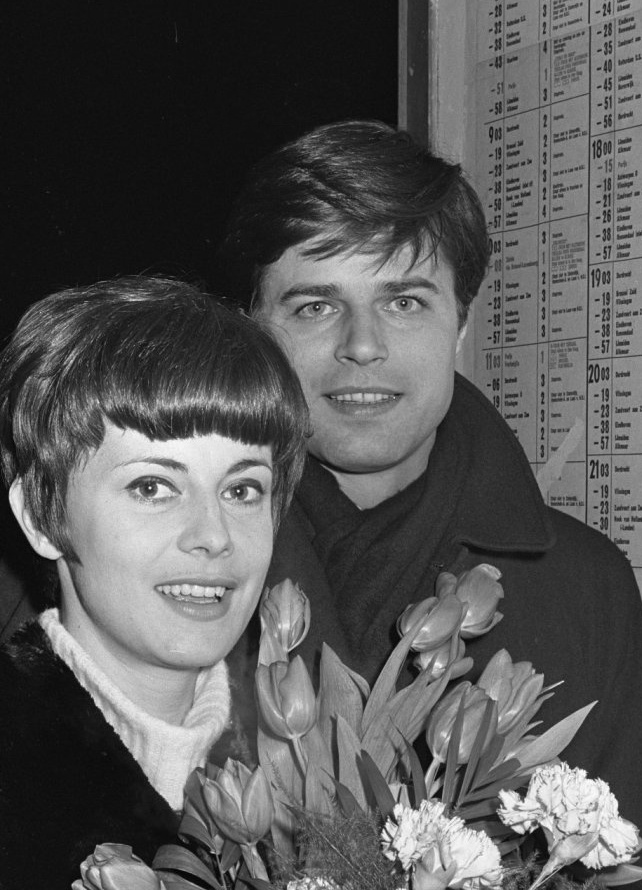
妻のアンナ・マリア・フェレーロと（1966年1月25日、アムステルダム中央駅にて）

父方がフランスの侯爵家という名家の出身である。
外交官を目指して高等師範学校で学んでいたが、怪我をした友人に代わって舞台に立ったことで演技に触れると、2年半の兵役の後に旅巡業に加わり、プロの俳優になることを決心する。1960年代から1970年代にかけて様々な有名監督の映画作品に出演するが、1980年代以降はテレビに活動の中心を移す。
私生活ではイタリアの女優アンナ・マリア・フェレーロと1962年に結婚し、パリで暮らしている。

## 主な出演作品
- 殺したいほど好き!! Les lionceaux (1960年)
- 十七歳よさようなら I dolci inganni (1960年)
- 狂った情事 La giornata balorda (1960年)
- 橋からの眺め Vu du pont (1962年)
- 祖国は誰れのものぞ Le quattro giornate di Napoli (1962年)
- めんどりの肉 Chair de poule (1963年)
- 輪舞 La ronde (1964年)
- スタンダールの恋愛論 De l'amour (1964年)
- バンボーレ Le bambole (1965年)
- 熊座の淡き星影 Vaghe stelle dell'orsa (1965年)
- 昼顔 Bell de jour (1967年)
- デボラの甘い肉体 Il dolce corpo di Deborah (1968年)
- 痴情の森 Una ragazza piuttosto complicata (1969年)
- 殺意の海 Paranoia (1970年)
- 幻想殺人 Una lucertola con la pelle di donna (1971年)
- ジャッカルの日 The Day of the Jackal (1973年)
- トレイダー・ホーン Trader Horn (1973年)
- 大誘拐 La polizia sta a guardare (1973年)
- 死の狩人モニカ La muerte ronda a Mónica (1976年)
- ブロンテ姉妹 Les Sœurs Brontë (1979年)
- ボニー&クライド/俺たちに明日はある Bonnie e Clyde all'italiana (1982年)
- 薔薇のようなローザ Rosa la rose, fille publique (1986年)
- ザ・クラン/マフィア・その一族 Le clan (1988年) ※テレビミニシリーズ
- カサブランカ・エクスプレス Casablanca Express (1989年)
- デザート・オブ・ファイアー Deserto di fuoco (1997年) ※テレビミニシリーズ
- 静かなふたり Drôles d'oiseaux (2017年)